# Ланет
Мережа Ланет (Гігабітна Мережа Ланет, Ланет) — один з найбільших інтернет-провайдерів в Україні. Кількість абонентів становить понад 250 тисяч. За даними nPerf 2020 року, Мережа Ланет очолила рейтинг провайдерів, що надають найшвидший Інтернет.
Штаб-квартира провайдера розміщена у Києві. Компанія має три контакт-центри — у Білій Церкві, Кам'янці-Подільському та Рівному.

## Історія компанії
У 2005 році у Києві було зареєстровано компанію «Ланет Нетворк». Одним із її засновників став Маріан Івасюк, який очолює компанію й донині. Назва компанії була створена як надлишковий акронім «Local Area NETwork».
У 2007 році абонентами компанії стала перша тисяча людей.
У червні 2011 року компанія почала пропонувати підключення гігабітного Інтернету в регулярних пакетах для клієнтів.
У 2013 році відкрився контакт-центру в Білій Церкві. Наступного 2014 року контакт-центр запрацював у Кам'янці-Подільському.
У 2016 році було запущено мобільний додаток Ланет.TV на платформі Android.
У 2017 році відкрився третій контакт-центр в Рівному.
У 2018 році було створено студію відеовиробництва LANET PRODUCTION та digital-агентство Ланет CLICK.
У 2019 році був відкритий сервіс комп'ютерної допомоги Ланет ХЕЛП.
У 2020 році було запущено сервіс обслуговування кліматичної техніки Ланет КЛІМАТ.

## Напрями діяльності
До напрямів діяльності компанії належать: швидкісний Інтернет, гігабітний Інтернет, оптичний Інтернет, кабельне (аналогове та цифрове) телебачення, надання транспортної мережі, побудова структурованої кабельної системи (СКС), системи відеонагляду, послуги Дата-центру, хмарні рішення, доставка IP-потоків сигналів і організація трансляцій (CDN) тощо.
Мережа Ланет має власні онлайн-трансляції транспортних розв'язок у Києві та на Кам'янець-Подільську фортецю, а також шість онлайн-каналів.

### Digital-агентство Ланет CLICK
Відділ маркетингу провайдера Мережа Ланет почав розширювати діяльність на співпрацю з зовнішніми клієнтами. Результатом цього стало заснування digital-агентства Ланет CLICK. Наразі компанія надає послуги малому, середньому та великому бізнесу. У штаті – понад 50 співробітників.  
Ланет CLICK у серпні 2021 року став членом Інтернет Асоціації України (ІнАУ). У рейтингу агентств контекстної реклами України Ringostat посідає 30 місце. 

## Швидкість інтернету
У 2017 році міжнародна компанія Ookla, яка відома створенням сервісу тестування швидкості інтернету Speedtest, опублікувала результати дослідження гігабітного Інтернету у світі: Київ посів 6 місце в Європі, а всі гігабітні тестування в Києві здійснювали абоненти Мережі Ланет, оскільки компанія була визнана єдиним масовии гігабітним провайдером України у 2017 році.
Три роки поспіль — у 2018, 2019 та 2020 році — за версією французької speed-test компанії nPerf Мережу Ланет визнано найшвидшим провайдером. Згідно з даними за 2020 рік, швидкість завантаження в мережі провайдера становила 87,08 Мбіт/с, віддачі — 87,72 Мбіт/с.
У 2019 році за результатами другого та третього кварталу міжнародна компанія Ookla визнала Мережу Ланет провайдером, який надає найшвидший широкосмуговий Інтернет в Україні.
У 2023 року Ookla опублікувала результати дослідження серед провайдерів у Києві. Згідно з інформацією, абоненти Мережі Ланет отримують найвищу швидкість завантаження даних.

## Рейтинг
Згідно з даними консалтингової групи E&C, Мережа Ланет посідає 7-ме місце за кількістю абонентів. Водночас провайдер займав друге місце за кількістю річного приросту абонентів у 2016 році.

## Структура компанії
Мережа Ланет має три департаменти:
1. Технічний департамент.
2. Департамент розвитку бізнесу.
3. Департамент роботи з клієнтами.

У компанії працюють близько 800 людей.

## Конфлікт з медіагрупами
У березні 2021 року медіахолдинг StarLightMedia та Медіа Група Україна заявили, що планують припинити співпрацю з Мережею Ланет і забрати з її пакетів свої канали, не пояснюючи причини припинення співпраці. «1+1 media» та «Inter Media Group» також надіслали лист провайдеру про намір достроково розірвати договір. Інтернет асоціація України заявила, що вбачає у діях медіагруп змову та тиск на провайдера. Водночас у квітні 2021 року АМКУ оприлюднив заяву, у якій закликав медіагрупи утриматися від одночасного безпідставного припинення договорів з провайдерами. Медіагрупи не дослухалися до рекомендацій Антимонопольного комітету та розірвали договори, у зв'язку з чим Мережа Ланет вимушено припинила трансляцію каналів медіагруп.
Мережа Ланет подала до суду проти чотирьох медіагруп.

## Покриття
Провайдер Мережа Ланет надає послуги швидкісного Інтернету у Києві, Івано-Франківську, Калуші, Кам'янці-Подільському та у понад 500 населених пунктах шести областей (Вінницька, Волинська, Івано-Франківська, Київська, Рівненська й Хмельницька області).
Станом на середину 2020 року понад 75 % абонентів у Києві та троє з п'яти абонентів Мережі Ланет підключили гігабітний Інтернет. Згідно з даними за грудень 2021 року гігабітним Інтернетом від провайдера користуються понад 110 тисяч киян.
До травня 2022 року Мережа Ланет забезпечувала інтернетом та телебаченням абонентів у Сєвєродонецьку, однак через пошкодження ключових комунікацій мережі та неможливості їх відновити в умовах обстрілів провайдер припинив надавати послуги у місті.

## Розширення
Мережа Ланет щороку збільшує свою зону покриття. Навесні 2011 року провайдер почав надавати послуги жителям Сєвєродонецька. У квітні 2012 року Мережа Ланет стала доступною в Івано-Франківську, а через два роки — в населених пунктах області. У 2013 році провайдер почав надавати послуги жителям Калуша, а вже восени — мешканцям Кам'янця-Подільського. У квітні 2014 року Мережа Ланет з'явилася у Вінницькій області. У червні 2018 року провайдер став доступним у населених пунктах Рівненської та Волинської областей, а в листопаді 2021 року — Київської.

## Позиція щодо російських та проросійських каналів
У зв'язку з російською агресією Мережа Ланет на початку березня 2014 року відключила три російські канали — РТР-Планета, Перший канал. Всесвітня мережа і НТВ Мир.
Протягом 2019—2020 років Мережа Ланет декілька разів відключала проросійський телеканал NewsOne в мережі кабельного телебачення та в IPTV-сервісі, однак суд неодноразово зобов'язував провайдера відновлювати трансляцію.
4 лютого 2020 року в сторону будинку власника Мережі Ланет Віктора Мазура невідомі кинули бойову гранату. Віктор Мазур зазначив, що ситуація могла бути пов'язана із відключенням NewsOne, оскільки менеджер каналу Ярослав Латко наполягав зустрітися з представниками каналу. Зустріч із керівництвом NewsOne, яка мала відбутися 4 лютого (у цей день ввечері стався вибух), Віктор Мазур скасував.
Після того, як 2 лютого 2021 року Президент Володимир Зеленський підписав указ про запровадження санкцій проти телеканалів, пов'язаних із народним депутатом Віктором Медведчуком, Мережа Ланет припинила транслювати канал NewsOne, а також ZIK та 112 Україна.
Провайдер одним з перших зупинив трансляцію каналу Перший незалежний відразу після його запуску в ефір у лютому 2021 році. Цей канал напередодні початку мовлення викупив Павло Єгоричев — представник медіагрупи Тараса Козака, який потрапив у санкційний список РНБО. Припинити ретрансляцію Першого Незалежного провайдер вирішив через зміну кінцевого бенефіціара телеканалу.

## Соціальна відповідальність
Компанія Мережа Ланет регулярно долучається до участі у благодійних проєктах. Зокрема, у 2014 році була організована акція зі збору коштів для допомоги Збройним силам України. Також Мережа Ланет у зв'язку з пандемією коронавірусу запустила спеціальний тарифний план «DOC» для медичних працівників.
З нагоди старту Олімпійських ігор 2020 Мережа Ланет ініціювала благодійну акцію зі збору коштів на тренажери для Хмельницького регіонального центру з фізичної культури та спорту осіб з інвалідністю «Інваспорт».
Після початку повномасштабного вторгнення Росії в Україну Мережа Ланет запустила акцію для абонентів, які були змушені покинути місто Сєвєродонецьк та переїхали у регіон, що знаходиться в зоні покриття провайдера, – безкоштовне користування послугами протягом трьох місяців.  
У серпні 2022 року провайдер разом з БФ Антитіла започаткував благодійну ініціативу зі збору коштів на підтримку ЗСУ.

## Робота провайдера в умовах відсутності електроенергії
В умовах регулярної відсутності електроенергії через російські масовані обстріли української критичної інфраструктури провайдер розпочав підключення акумуляторів до багатоквартирних будинків. Станом на середину січня 2023 року джерелами безперебійного живлення (ДБЖ) забезпечено близько 46% клієнтів Мережі Ланет у Києві.
Станом на початок червня 2023 року 90% абонентів Мережі Ланет були забезпечені ДБЖ.  На вересень 2023 року обладнання провайдера зарезервовано на 100%. 